# Ringelhann Béla
Ringelhann Béla (Eger, 1917. február 17. – Eger, 1999. április 15.) belgyógyász, orvostörténész, az orvostudományok kandidátusa (1958). Ringelhann György (1941–2020) gyermekorvos, polgármester nagybátyja.

## Élete
Apja Ringelhann Béla (1883–1954) műszaki főtanácsos, okleveles gépészmérnök, a Ciszterci Diákszövetség alapító tagja, anyja Fejér Julianna (1891–1971). Bátyja Ringelhann György (1912–1962) ügyész. A Ciszterci Rend Egri Szent Bernát Gimnáziumában érettségizett (1934), majd a budapesti Pázmány Péter Tudományegyetem Orvostudományi Karán 1941. február 22-én avatták orvosdoktorrá. A második világháború idején a Don-kanyarba vezényelték, ahonnan 1944-ben súlyos sérüléssel tért vissza. 1943 nyarán az ellenség előtt tanúsított vitéz és önfeláldozó magatartásáért – mint orvoszászlós – megkapta a Dicsérő Elismerés a hadiszalagon a kardokkal kitüntetést.
1944-től a budapesti Szent Rókus Kórház proszektúráján dolgozott, ahol kapcsolatba került Endes Pongráccal, akihez életre szóló barátság fűzte. 1949-ben házasságot kötött Horánszky Gabriellával, akitől három lánya született (Gabriella, Ágnes és Zsuzsa). 1951 és 1964 között az Egri Megyei Kórház (Heves Megyei Tanács Kórháza) Laboratóriumát vezette az angol „clinical pathology” szellemében. Kandidátusi téziseit a vasanyagcsere témakörből írta és védte meg 1958-ban. 1964 és 1971 között Ghána fővárosában, Accrában élt, ahol kezdetben a ghánai Tudományos Akadémia MIH-jének kutatólaboratóriumában dolgozott, s részt vett az első ghánai orvosi egyetem létrehozásában. 1967-ben a patológián senior lecturer (adjunktus), 1968-ban associate professor (docens) az egyetem klinikai-kémiai fakultásán. Az Egészségügyi Világszervezet (WHO) támogatásával elsősorban a ghánai haemoglobinopathia helyzetet kutatta munkatársaival. Számos publikációja jelent meg ezekben az években. 
Hazatérését követően a Semmelweis Orvostudományi Egyetem II. sz. Belgyógyászati Klinika laboratóriumát vezette, s megírta doktori értekezését, melynek tárgya a haemoglobinopathiák számos aspektusa maláriás környezetben; ebben ghánai kutatásainak eredményeit foglalta össze. Téziseit csak több évvel később fogadta el az MTA illetékes bizottsága. Nyugalomba vonulása előtt az ORFI-ban vállalt munkát és aktív szerepet vállalt a laboratóriumi asszisztensek képzésében. Nyugdíjasként orvostörténelemmel foglalkozott; tanulmányozta a malária és más fertőző betegségek elleni hazai küzdelem történetét. Éveken át betöltötte a Magyar Orvostörténelmi Társaság alelnöki tisztségét és tagja volt a Semmelweis OTE Baráti Körének, illetve számos rendezvényen adott elő.
Nagy részvét mellett temették el az egri temetőben.

## Főbb művei
- Tapasztalatok a tetanus nagy adag antitoxinnal és Relaxillal (glycerin-aether) történő kezeléséről. (Orvosi Hetilap, 1951, 9.)
- A myelosclerosisról. (Orvosi Hetilap, 1951, 10.)
- Osteosclerotikus anaemia. Halmos Bélával. (Orvosi Hetilap, 1952, 9.)
- ACTH és tonogen hatása perifériás vérképre: Összehasonlító vizsgálat. Kulhay Adéllal. (Orvosi Hetilap, 1952, 41.)
- A vasanyagcsere. (Orvosi Hetilap, 1954, 22.)
- A teljes gyomorkiirtás utáni állapot klinikai és laboratóriumivizsgálatainak eredményeiről. Póka Lászlóval, Kemény Tiborral és Kónya Zoltánnal. (Orvosi Hetilap, 1954, 27.)
- Heveny eosinophil leukaemia. Hallay Imrével. (Orvosi Hetilap, 1955, 45.)
- Vasanyagcsere-vizsgálatok hepatisises betegeken. Tóth Endrével. (MTA Orvosi Tudományok Osztályának Közleményei, 1957)
- Escheria coli 124:72:32 serotypus által okozott parádsasvári vízjárvány. Lányi Bélával, Szita Józseffel és Kovách Katalinnal. (Orvosi Hetilap, 1959, 30.)
- Az infekciós anaemia. (Orvosi Hetilap, 1959, 41.)
- Emlékkönyv az egri megyei kórház fennállásának 10. évfordulójára. Szerk. Ringelhann Béla. Eger, 1960
- Makroglobulinaemia Waldenström leukaemiás vérképpel. Sóvári Miklóssal, Endes Pongráccal. (Magyar Belorvosi Archívum, 1960, 10.)
- A felszívódási zavar laboratóriumi diagnosztikája. (Orvosi Hetilap, 1960, 19.)
- A krónikus vashiánybetegség 154 beteg évek óta tartó megfigyeléseinek eredményei alapján. Laub Margittal. (Orvosi Hetilap, 1963, 29.)
- Szérumvaskoncentrációk a véna portae ereiben és a karvénban vasfelszívódás alatt embernél. Gombkötő Bélával, Juhász Tiborral. (Magyar Belorvosi Archívum, 1964, 4.)
- Goodpasture-syndroma. Haraszti Antallal, Sóvári Miklóssal és Szabó László Pállal. (Orvosi Hetilap, 1967, 14.)
- A haematológiai laboratóriumi diagnosztika fejlődése az elmúlt 25 évben. (Orvosi Hetilap, 1974, 10.)
- A ß-thalassaemia minor hazai előfordulásáról. Többekkel. (Orvosi Hetilap, 1976, 2.)
- Az utolsó „tájkóros’’ megbetegedés, a malária eltűnése Heves megyéből. (Hevesi Szemle, 1982, 4.)
- A malária betegség újjáéledése. (Orvosi Hetilap, 1983, 20.)
- A trópusi bőrgyógyászat magyar úttörője: Reiss Frigyes. Rácz Istvánnal. (Orvosi Hetilap, 1986, 34.)
- Cigányok és az amerikai orvosi szolgálat. (Orvosi Hetilap, 1986, 36.)
- Az elektronmikroszkóp fejlődésének állomásai. (Orvosi Hetilap, 1989, 8.)
- Adatok a hazai klinikai kémia előtörténetéhez. (Orvosi Hetilap, 1993, 24.)
- Az első laboratóriumi kézikönyv társszerzője: Vas Bernát (1864–1930). (Orvosi Hetilap, 1995, 48.)
- Balogh Kálmán és Poór Imre vitája 1868-ban. (Orvosi Hetilap, 1997, 52.)
- Egy orvosi egyetem megindulása az afrikai Ghánában. (Orvosi Hetilap, 1999, 2.)

## Díjai, elismerései
- Kiváló orvos (1954)
- Markhot Ferenc-emlékérem (1971)[3]
- Jendrassik-emlékérem (1985)
- Zsámboky János-emlékérem (1985)
- Weszprémi István-emlékérem (1990)